# Porotrichodendron
Porotrichodendron là một chi rêu trong họ Lembophyllaceae.